# Acatapaustus
Acatapaustus is een geslacht van vlinders van de familie visstaartjes (Nolidae), uit de onderfamilie Nolinae.

## Soorten
- A. basifusca Bethune-Baker, 1904
- A. ekeikei Bethune-Baker, 1904